# 詹同渲
詹同渲（1932年1月—1995年），笔名詹同，男，汉族，广东南海人，中国美术家，曾任上海美术电影制片厂美术设计师，中国电影家协会理事。